# De Duivelstraan
De duivelstraan (originele titel: The Devil's Teardrop) is een boek dat in 1999 uitkwam, geschreven door de Amerikaanse schrijver Jeffery Deaver. Net zoals de andere boeken van Deaver valt het binnen het genre misdaad/thriller. Het boek bevat verschillende plotwendingen.

## Korte samenvatting
Op een vroege morgen gaat het machinegeweer van de Digger af, tientallen mensen dodend in het metrostation van Washington D.C.. In een bericht aan de burgemeester wordt 20 miljoen dollar geëist vóór 12 uur 's nachts, of de Digger slaat opnieuw toe. De burgemeester is bereid te betalen, maar wanneer de betaling plaats gaat vinden, wordt de eiser doodgereden. De Digger stelt zich in om weer tot een slachting over te gaan. Speciaal agent Margaret Lukas en ex-FBI forensisch onderzoeker Parker Kincaid proberen dit te verijdelen.